# Arnold Spielberg

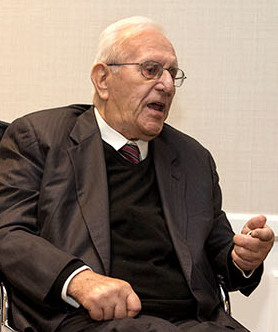
Arnold Spielberg (2014)

Arnold Meyer Spielberg (geboren am 6. Februar 1917 in Cincinnati, Ohio; gestorben am 25. August 2020 in Los Angeles, Kalifornien) war ein US-amerikanischer Elektroingenieur.

## Leben
Spielberg war der Sohn jüdischer Einwanderer aus der damals zum Russischen Kaiserreich gehörenden Ukraine; sein Vater Samuel stammte aus Kamjanez-Podilskyj, seine Mutter Rebecca aus Sudylkiw. Er war in seiner Jugend Funkamateur und diente im Zweiten Weltkrieg beim US Signal Corps und später bei der US Air Force in Indien (er war Funker und Kanonier in B-25-Bombern und wurde wegen seiner technischen Fähigkeiten zum Leiter der Radiokommunikation seiner Staffel ernannt). Nach dem Krieg studierte er Elektrotechnik an der University of Cincinnati mit dem Bachelor-Abschluss. Anschließend ging er 1949 zu RCA in die Abteilung Advanced Development. Neben RCA arbeitete er für General Electric, IBM und Scientific Data Systems unter anderem in Cincinnati, Phoenix in Arizona, Detroit und ab 1963 in Kalifornien (Orange County, San José, San Francisco Bay Area). 1991 ging er in den Ruhestand. Im Ruhestand arbeitete er unter anderem für die Shoah Foundation seines Sohnes Steven Spielberg.

## Leistungen
Bei RCA befasste er sich anfangs mit automatischen Steuerungssystemen. Als sich die Firma der Computertechnologie zuwandte, entwarf er Logikschaltkreise und befasste sich mit Hardware-Systementwurf, zum Beispiel einem der ersten Datenbankabfragesysteme für Datenaufzeichnung auf Magnetbändern. Er stieg zum Manager in der Abteilung auf und leitete die Entwicklung eines Online-Abrechnungssystems (Point of Sale) mit einem Zentralcomputer (Recorder Central) und zehn damit verbundenen Satelliten-Rechnern. Es hatte viele der wesentlichen Eigenschaften von modernen Electronic-Cash-Systemen und war seiner Zeit (1954) weit voraus, war aber noch störanfällig.

## Auszeichnungen
- 2006 erhielt er den Computer Pioneer Award für Beiträge zur Echtzeit-Datenaufnahme und Speicherung, die wesentlich die Charakteristika moderner Rückkopplungs- und Kontrollprozesse prägten.[3]

- 2012 erhielt er den erstmals verliehenen Inspiration Award des Shoah Foundation Institute.[4]

## Privates
Spielberg war in dritter Ehe verheiratet. Seine Kinder aus erster Ehe mit Leah Posner (1920–2017) sind Steven (* 1946), Anne (* 1949), Susan (* 1953) und Nancy (* 1956). Spielberg starb am 25. August 2020 im Alter von 103 Jahren eines natürlichen Todes.